# Болдуєв Хома Лук'янович
Хома Лук'янович Болдуєв (21 березня 1918, Желів'є — 1978, Київ) — радянський військовий діяч, генерал-майор, начальник Київського вищого загальновійськового командного училища у 1970—1972 роках.

## Біографія
Народився 21 березня 1918 року в селі Желів'є (нині Чауського району Могильовської області Білорусі) в селянській родині. Білорус. Рано залишився без батьків, виховувався в родині старшого брата. В 1933 році закінчив сім класів школи і почав працювати у колгоспі. Навчався у землевпорядному технікумі у місті Горках, а у 1936 році, з 3-го курсу, поступив у Мінське військове училище (призваний Чауським військовим комісаріатом), де навчався з 25 вересня 1936 року по 15 липня 1938 року, після чого переведений до Казанського піхотного училища, яке закінчив у грудні 1938 року у військовому званні лейтенанта.
У роки німецько-радянської війни служив в тилових частинах на Далекому Сході. Член ВКП(б) з грудня 1942 року. З 9 серпня 1945 по 3 вересня 1945 року брав участь в радянсько-японській війні, будучи офіцером розвідки 5-го стрілецького полку 59-ї стрілецької дивізії 1-ї Червонопрапорної армії 1-го Далекосхідного фронту. Керував розвідувальними операціями полку і сам особисто в них брав участь. Так, вже в перші дні боїв особисто взяв японського «язика», за що був нагороджений орденом Вітчизняної війни ІІ ступеня.
Після закінчення війни продовжив службу в Радянській армії. З 1 листопада 1948 року по 21 листопада 1951 року навчався у Війській академії імені М. В. Фрунзе, після чого служив в стрілецьких частинах Групи радянських військ у Німеччині, командував 41-м стрілецьким полком, був начальником штабу 18-ї мотострілецької дивізії. 3 жовтня 1957 року йому присвоєне військове звання полковника. У червні 1961 року повернувся до СРСР, очолював штаб 92-ї мотострілецької дивізії Північно-Кавказького військового округу. З січня 1964 року командував 55-ю гвардійською мотострілецькою дивізією, а з лютого 1965 року — 30-ю гвардійською мотострілецькою дивізією. Генерал-майор з 23 лютого 1967 року. У липні 1968 року призначений начальником штабу 12-го армійського корпусу Московського військового округу.

Могила Хоми Болдуєва

З лютого 1970 року очолював Київське вище загальновійськове командне училище. У червні 1972 року звільнений з цієї посади, а в грудні 1974 року — звільнений в запас. Проживав у Києві. Помер в 1978 році, похований на Лук'янівському військовому кладовищі.

## Нагороди
Нагороджений:
- орденами: Червоного Прапора (22 лютого 1968), Вітчизняної війни 2-го ступеня (6 вересня 1945) і Червоної Зірки (19 листопада 1951);
- медалями: «За бойові заслуги» (5 лютого 1946), «За перемогу над Німеччиною у Великій Вітчизняній війні 1941—1945 рр.» (9 травня 1945), «За перемогу над Японією» (3 вересня 1945), «За бездоганну службу» І-го ступеня (17 січня 1959), «За відзнаку в охороні державного кордону СРСР» (22 травня 1968), «30 років Радянській Армії та Флоту» (22 лютого 1948), «40 років Збройних Сил СРСР» (18 грудня 1957), «20 років перемоги у Великій Вітчизняній війні 1941—1945 рр.», «50 років Збройних Сил СРСР» (26 грудня 1967).